# Blauwe Kei (Breda)
De Blauwe Kei is een wijk in de stad Breda. De wijk Blauwe Kei ligt in Breda-Zuidoost. In de wijk wonen ruim 3900 mensen met een gemiddelde leeftijdsopbouw.
Blauwe Kei grenst aan de wijken Ginneken, IJpelaar, Overakker en Zandberg.
Door de Blauwe Kei loopt de weg Groot-IJpelaardreef. Openbaar vervoer is er in de vorm van busvervoer. Buslijn 3 van Arriva rijdt door de wijk.